# Lenauheim
Lenauheim (alemán: Lenauheim, Schadat, Schaddat, Tschatad; húngaro: Csatád) es una comuna rumana perteneciente al județ de Timiș.
En 2011 tiene 5109 habitantes, el 78,05% rumanos y el 10,86% gitanos.
Se conoce la existencia del lugar desde 1415, con el nombre magiar de Csatád, que fue el nombre oficial hasta 1926. El nombre actual está dedicado a Nikolaus Lenau, poeta austríaco que nació aquí, ya que los suabos del Banato, colonos alemanes relacionados con los suabos del Danubio, fundaron la actual localidad en 1767. Antes de la Segunda Guerra Mundial, los alemanes eran mayoría étnica en esta localidad, pero actualmente apenas quedan viviendo aquí algo más de cien.
La comuna incluye otras dos localidades como pedanías: Bulgăruș y Grabaț.
Se ubica unos 10 km al norte de Jimbolia.